# Гоголю
«Гоголю» — вірш Тараса Шевченка, присвячений письменнику М. В. Гоголю, написаний 30 грудня 1844 року в Санкт-Петербурзі.

## Написання
Збереглося кілька чистових автографів вірша: частини тексту (рядки 1 — 4) в альбомі М. В. Гербеля; у рукописній збірці «Три літа»; список І. М. Лазаревського кінця 1850-х років з виправленнями Шевченка. Автограф датовано: «30 декабря 1844. С.-Петербург».
Первісний автограф не відомий. Подорожуючи з О. С. Афанасьєвим-Чужбинським на початку 1846 року до Чернігова, Шевченко під час зупинки в Ніжині 26 лютого записав до альбому М. В. Гербеля чотири початкові рядки вірша. «Приезд Шевченка в Нежин, — згадував згодом О. С. Афанасьєв-Чужбинський, — не мог остаться тайною. Двери наши не затворялись; в особенности нас посещали студенты и в числе их Н. В. Гербель... На другой день мы разъезжали по гостям, и тогда же он (Шевченко) написал Гербелю в альбом четыре стиха из одной своей пьесы». 1846 року, у Києві, Шевченко читав вірш Ю. Бєліні-Кенджицькому. «Ми довго сиділи мовчки, — занотував у своєму щоденнику Ю. Бєліна-Кенджицький. — Шевченко почав декламувати, що робив часто, коли мав піднесений настрій:
За думою дума роєм вилітає,
Одна давить серце, друга роздирає,
А третяя тихо, тихесенько плаче
У самому серці, може, й Бог не бачить.
Кому ж її покажу я?
І хто тую мову
Привітає, угадає
Великеє слово?
Всі оглухли — похилились
В кайданах, байдуже!»
У квітні — червні 1846 року, перебуваючи в Києві, Шевченко переписав вірш з невідомого автографа до рукописної збірки «Три літа» (під час переписування виправив рядок 26). На початку 1847 року, найімовірніше, в лютому — березні, під час перебування в селі Седневі у А. І. Лизогуба, готуючи нове видання «Кобзаря», Шевченко дописав олівцем назву твору — «Гоголю». Текст набув остаточного вигляду.
У середині 1840-х років, до арешту Шевченка 5 квітня 1847 року, вірш поширюється в рукописних списках, зокрема, в колі кирило-мефодіївців та близьких до них осіб. Під час арешту кирило-мефодіївців список вірша «Гоголю» відібрано у В. М. Білозерського. Список опосередковано походить від рукописної збірки «Три літа», але ще до того, як Шевченко дописав у вірші назву «Гоголю».
Очевидно, після арешту Шевченка, в роки його заслання, вірш переписали з невідомих списків О. М. Бодянського, а також невідомий переписувач списку, що належав М. О. Максимовичу.
Список твору мав П. О. Куліш. Найімовірніше, за цим списком вірш вперше надруковано у виданій В. Гергардтом збірці «Новые стихотворения Пушкина и Шевченки» (Лейпциг, 1859 рік, стор. 22 — 23) під назвою «Думка» із багатьма друкарськими помилками. 
Наприкінці 1850-х років з невстановленого списку вірш переписав І. М. Лазаревський. Список І. М. Лазаревського містив спотворення й викривлення тексту. Переглядаючи його після повернення із заслання, Шевченко зробив у вірші виправлення у рядках 14 і 19.
Відомі також списки у рукописному «Кобзарі» 1866 року, інші списки невідомою рукою.

## Публікація
Вперше вірш введено до збірки творів у виданні: «Кобзарь Тараса Шевченка / Коштом Д. Е. Кожанчикова» (СПб., 1867 рік стор. 230), і того ж року — у виданні: «Поезії Тараса Шевченка» (Львів, 1867 рік, том 1, стор. 241).

## Сюжет
Вірш звернено до російського письменника українського походження М. В. Гоголя, творчість якого Шевченко високо цінував. У листі до В. М. Рєпніної від 7 березня 1850 року з Оренбурга поет писав: «Я всегда читал Гоголя с наслаждением [...] Перед Гоголем должно благоговеть как перед человеком, одаренным самым глубоким умом и самою нежною любовью к людям! [...] ... наш Гоголь — истинный ведатель сердца человеческого!». Особисто письменники знайомі не були. Прізвище Гоголя в тексті вірша функціонує також і як символ, як пошанована й загальновизнана позиція в мистецтві.